# سوزوکی شیگه‌تاتسو
سوزوکی شیگه‌تاتسو (به ژاپنی: 鈴木重辰)، (تولد نامشخص- مرگ ۱۵۵۸) یک شخصیت در دوره سنگوکو و ارباب قلعه ترابه بود. در سال ۱۵۵۸، شیگه‌تاتسو از خاندان ایماگاوا جدا شد و با «تاکاکیو میاکه»، ارباب قلعه هیروسه، متحد شد و به اودا نوبوناگا پناه برد. در ۵ فوریه ۱۵۵۸، توکوگاوا ایه‌یاسو به قلعه ترابه در طی محاصره ترابه که به این دلیل که ارباب آن شیگه‌تاتسو به ایماگاوا خیانت کرده بود، حمله کرد. شیگه‌تاتسو از این قلعه دفاع می‌کرد و در طی این نبرد همراه با سقوط قلعه ترابه کشته شد.